# Microschismus antennatus
Microschismus antennatus är en fjärilsart som beskrevs av Fletcher 1909. Microschismus antennatus ingår i släktet Microschismus och familjen mångfliksmott, (Alucitidae). Inga underarter finns listade i Catalogue of Life.